# Dan Cramling
Dan Cramling   (Estocolm, 5 de febrer de 1959) és un jugador d'escacs suec, que té el títol de Mestre Internacional des de 1982. És el germà gran de la Gran Mestre Pia Cramling  i oncle d'Anna Cramling Bellon.

## Resultats destacats en competició
Dan Cramling va guanyar el campionat suec d'escacs el 1981. També va ser tercer en aquest campionat el 1979 i va empatar al primer lloc a la Rilton Cup de 1991-1992 a Suècia.